# Saussurea americana
Saussurea americana là một loài thực vật có hoa trong họ Cúc. Loài này được D.C.Eaton miêu tả khoa học đầu tiên năm 1881.